# Eleonore Margarete von Hessen-Homburg
Eleonore Margarete von Hessen-Homburg (* 23. September 1679 in Weferlingen; † 24. September 1763 in Homburg) war eine Prinzessin von Hessen-Homburg und Dekanissin im Stift Herford.

## Leben
Eleonore Margarete war eine Tochter des Landgrafen Friedrich II. von Hessen-Homburg (1633–1708), des berühmten Prinzen von Homburg, aus dessen zweiter Ehe mit Luise Elisabeth (1646–1690), Tochter des Herzogs Jakob von Kurland.
Eleonore Margarete wurde von ihrer Mutter und ihrer Tante Charlotte Sophia von Kurland, der Äbtissin des Stifts Herford streng im reformierten Glauben erzogen. Um die als schön und geistreich beschriebene Prinzessin, bewarb sich 1698 der nachmalige Kaiser Joseph I., doch schlug sie dieses Angebot ab, weil sie nicht zum römisch-katholischen Glauben wechseln wollte.
Zeit ihres Lebens unverheiratet, trat sie in das reformierte Stift Herford ein und wurde dort 1761 Dekanissin.